# Tiroteo en el municipio de Collier en 2009
La masacre de Collier Township, también conocida como el tiroteo de Bridgeville LA Fitness, fue un tiroteo masivo y asesinato-suicidio que tuvo lugar el 4 de agosto de 2009 en un club de fitness en Collier Township, un suburbio a aproximadamente 10 millas (16,1 km) al sur de Pittsburgh, Pensilvania. El ataque tuvo un saldo de cuatro fallecidos, dentro de ellos el propio perpetrador, que se suicidó. Otras nueve personas resultaron heridas.

## Algunos detalles
El tiroteo ocurrió durante la clase de aeróbicos para mujeres aproximadamente a las 20:15 hrs.
Según la policía, el perpetrador entró al lugar, colocó una bolsa de lona en el suelo, apagó las luces, sacó dos pistolas y comenzó a disparar. El pistolero disparó 52 tiros con dos pistolas semiautomáticas Glock 9×19 mm, antes de suicidarse disparándose en la cabeza con un revólver calibre .45. Una pistola semiautomática calibre .32 fue encontrada en su bolsillo sin haberse utilizado. 
Tres mujeres y el pistolero murieron y alrededor de otras nueve personas resultaron heridas. La oficina forense del condado de Allegheny identificó a las tres mujeres que murieron como Heidi Overmier (46 años), Elizabeth Gannon, (49 años), y Jody Billingsley (38 años).

## Sobre el perpetrador
George Alfred Sodini (30 de septiembre de 1960 – 4 de agosto de 2009), era analista de sistemas del bufete de abogados K&amp;L Gates. Residía en Scott Township. 
Tenía dos hermanos con los que no tenía buena relación. Asistió a la escuela secundaria Harrison, la escuela secundaria Whiteall y la escuela secundaria Baldwin (a la que también asistió Robert Bowers, el tirador de la sinagoga Árbol de la Vida, aunque con años de diferencia). Al momento del asesinato múltiple Sodini no contaba con récord criminal ni investigaciones por desórdenes mentales.  
En su blog personal había expresado la idea de protagonizar un tiroteo, a lo que denominó un «plan de salida». Admitió a principio del año que se «acobardó» de llevar a cabo un tiroteo de ese tipo. Sodini afirma: «Probablemente el 99 % de quienes me conocen bien ni siquiera creen que esté así de loco». Se dice que dejó una nota dentro de su bolsa de deporte en la que expresaba su odio hacia las mujeres. Casi una semana después de los asesinatos, se reveló que el 28 de julio de 2009 Sodini había llevado una granada inerte en un autobús. Después de que un pasajero sentado a su lado avisó a la policía, fue interrogado sobre el incidente, pero no se presentaron cargos.
Sodini se identifcaba así mismo como un incel. En un sitio web suyo,  Sodini narró durante meses los rechazos por parte de mujeres y su grave frustración sexual. «¿Quién sabe por qué? No soy feo ni demasiado raro. Tampoco he tenido relaciones desde julio de 1990 (tenía 29 años». También escribe: «la última vez que dormí toda la noche con una novia fue en 1982. Las chicas y las mujeres ni siquiera me miran (...) Simplemente no les gusto a las mujeres. Hay 30 millones de mujeres deseables en los EE. UU. (según mi cálculo) y no puedo encontrar ni una».
En 2008, Sodini publicó videos en línea en los que habló de sus emociones y grabó un recorrido por su casa, todo como tarea de «un seminario de autoayuda al que había asistido sobre cómo salir con mujeres».

## Sobre el proveedor de armas
Un mayorista de venta de armas en línea con sede en Green Bay, Wisconsin (llamado TGSCOM Inc.) vendió a Sodini la pistola Glock 9, el cargador de 120 mm y el aparato de carga de cargadores que utilizó en el ataque. Por otra parte, TGSCOM también vendió la pistola usada porSeung-Hui Cho para el tiroteo de Virginia Tech en 2007.
TGSCOM también vendió el cargador vacío y la funda a Steven Kazmierczak, quien disparó y mató a cinco personas en la Universidad del Norte de Illinois en 2008.
La empresa TGSCOM cerró en el año 2012 por ser investigada por parte de la Oficina de Alcohol, Tabaco, Armas de Fuego y Explosivos de los EE. UU., el Better Business Bureau de Wisconsin y la policía de Green Bay. 
En marzo del año 2012, State Farm Fire and Casualty Co. presentó una moción legal que intentaba preventivamente su exención bajo la póliza de responsabilidad personal que les obligaba a cubrir $100,000 a las víctimas de Sodini. Las víctimas del tiroteo afirman que la compañía de seguros no se aseguró de que Sodini recibiera atención de salud mental. 

## Secuelas

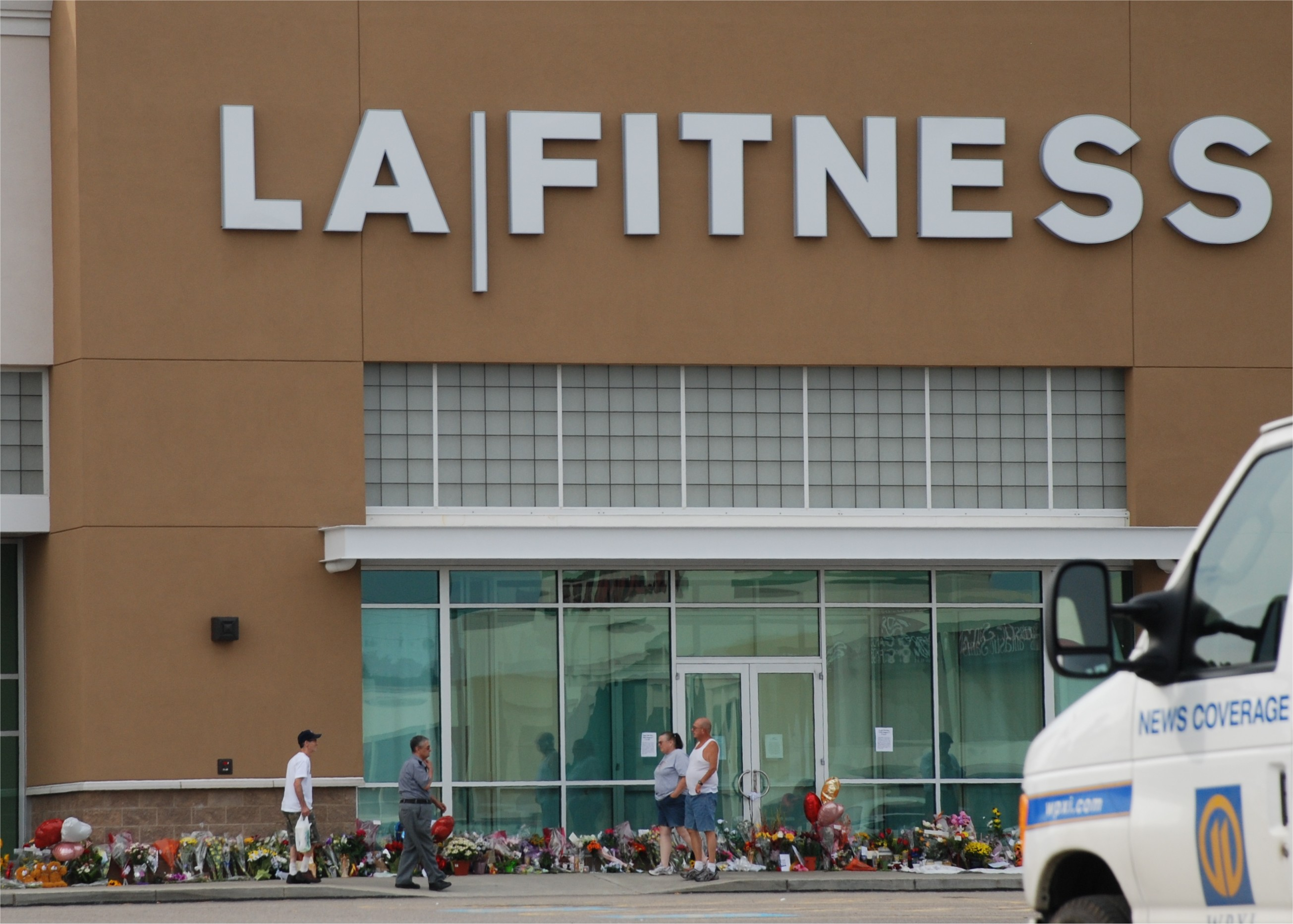
Flores y recuerdos dejados en la escena del asesinato del 4 de agosto de 2009

El 6 de agosto de 2009, aproximadamente 75 personas, entre ellas amigos, defensores de los derechos de las mujeres, miembros del clero y funcionarios locales, realizaron una vigilia en el edificio de la ciudad y el condado de Pittsburgh, en el centro de la ciudad, en honor a las víctimas del tiroteo. Posteriormente, algunos grupos feministas atribuyeron la misoginia y la masculinidad tóxica como un factor contribuyente.
El 18 de agosto, se reveló que Sodini legó su patrimonio, valorado en 225.000 dólares, a su alma mater, la Universidad de Pittsburgh .  Un portavoz de la universidad declaró que no tenía "ningún interés en recibir ese tipo de distribución" y solicitó que se entregara a las víctimas y sus familias. 
Desde entonces, el movimiento incel ha debatido ampliamente sobre George Sodini en línea. 